# Thorigny-sur-le-Mignon
Thorigny-sur-le-Mignon är en kommun i departementet Deux-Sèvres i regionen Nouvelle-Aquitaine i västra Frankrike. Kommunen ligger i kantonen Beauvoir-sur-Niort som tillhör arrondissementet Niort. År 2018 hade Thorigny-sur-le-Mignon 95 invånare.

## Befolkningsutveckling
Antalet invånare i kommunen Thorigny-sur-le-Mignon
| Referens: INSEE |